# Warren Akin senior
Warren Akin senior (* 9. Oktober 1811 im Elbert County, Georgia; † 17. Dezember 1877 in Cartersville, Georgia) war ein US-amerikanischer Jurist und Politiker.

## Werdegang
Warren Akin senior wurde ungefähr acht Monate vor dem Ausbruch des Britisch-Amerikanischen Krieges im Elbert County geboren. Er wuchs dort auf einer Farm auf. Als er zehn Jahre alt war, besuchte er eine Gerichtsverhandlung in Elberton. Als Folge davon entschied er sich Anwalt zu werden. Nach dem Tod seines Vaters machte er sich aufgrund einer bescheidenen Ausbildung nach Dahlonega (Lumpkin County) auf, um dort sein Glück zu machen. Kurz zuvor wurde dort in der Nähe Gold gefunden. Akin war zu jenem Zeitpunkt 18 Jahre alt. Er verbrachte auf den Goldfeldern die nächsten sieben Jahre. Daneben verfolgte er seinen Kindheitstraum und beschäftigte sich eingehend mit Jura. 1836 erhielt er am Cherokee Superior Court seine Zulassung als Anwalt. Danach eröffnete er eine Anwaltspraxis in Cassville (Bartow County), welche auf einer schlichten Farm außerhalb der Stadt gelegen war. Akin trat der Miliz von Georgia bei, wurde zum Colonel ernannt und half bei der Umsiedlung er Cherokee in das Indianer-Territorium. Später bekannte er seine Sympathie mit ihrer Notlage. 1835 heiratete er seine erste Ehefrau Eliza Hooper. Die Folgejahre waren von der Wirtschaftskrise von 1837 und vom Mexikanisch-Amerikanischen Krieg überschattet. 1846 verhandelte er seine ersten fünf Fälle vor dem kurz zuvor geschaffenen Georgia Supreme Court. Seine erste Ehefrau verstarb 1848. Nach ihrem Tod heiratete er Mary Frances DeVerdery (1830–1907). Das Paar bekam zehn Kinder. Gegen seinen Willen nominierte ihn die Opposition Party für das Amt des Gouverneurs von Georgia. Bei den Gouverneurswahlen von 1859 erlitt er eine Niederlage gegenüber dem Amtsinhaber Joseph E. Brown (1821–1894). Ohne Gegenkandidaten wurde er 1861 in das Repräsentantenhaus von Georgia gewählt, wo er dann im ersten Wahlgang zum Speaker gewählt wurde. Zu Beginn war er gegen die Sezession von Georgia, änderte aber nach dem Georgia die Union verlassen hatte seine Meinung. 1863 wurde er für den zehnten Wahlbezirk von Georgia in den zweiten Konföderiertenkongress gewählt, wo er von 1864 bis zum Ende des Bürgerkrieges 1865 diente. Während dieser Zeit wurde sein Haus durch die Unionstruppen unter General William T. Sherman (1820–1891) auf die Grundmauern niedergebrannt, als diese auf ihren „March to the Sea“ waren. Um 1870 zog Akin mit seiner Familie von Cassville zum neuen Verwaltungssitz Cartersville (Georgia). Als tief religiöser Mann war Akin ein ordinierter Methodistprediger, der häufig in lokalen Kirchen sprach und während des Krieges zu den Truppen. Akin war Trustee am Emory College. Er starb 1877 in Cartensville und wurde auf dem Stadtfriedhof in Cassville beigesetzt.

## Trivia
Der Historiker Bell Irvin Wiley hat 1959 „Letters of Warren Akin, Confederate Congressman“ herausgegeben und veröffentlicht.
Die Anwaltspraxis von Warren Akin senior wird noch heute von seinen Nachkommen geführt und ist eine der ältesten Anwaltskanzleien in Georgia.